# Eclissi solare del 21 agosto 1933
L'eclissi solare del 21 agosto 1933 è un evento astronomico che ha avuto luogo il suddetto giorno attorno alle ore 5.49 UTC. 
L'eclissi, di tipo anulare, è stata visibile in alcune parti dell'Africa, dell'Asia (Afghanistan, Iran, India, Indonesia e Pakistan), del Medio Oriente e dell'Oceania (Australia).
L'eclissi è durata 2 minuti e 4 secondi.